# Timber (bài hát của Pitbull)
"Timber" là một bài hát của rapper người Mỹ Pitbull hợp tác với nghệ sĩ thu âm người Mỹ Kesha nằm trong EP đầu tiên của anh, Meltdown EP (2013). Bài hát sau đó còn xuất hiện trong phiên bản tái phát hành cho album phòng thu thứ bảy của nam rapper Global Warming (2012) mang tên Global Warming: Meltdown. Nó được phát hành vào ngày 6 tháng 10 năm 2013 như là đĩa đơn đầu tiên trích từ đĩa mở rộng bởi Polo Grounds Music, Mr. 305 Inc. và RCA Records. "Timber" được đồng viết lời bởi hai nghệ sĩ với Aaron Davis Arnold, Priscilla Hamilton, Breyan Stanley Isaac, Pebe Sebert với những nhà sản xuất nó Dr. Luke, Cirkut và Sermstyle, trong đó sử dụng đoạn nhạc mẫu từ bài hát năm 1978 của Lee Oskar "San Francisco Bay", được viết lời bởi Lee Oskar, Keri Oskar và Greg Errico, cũng như tác phẩm năm 1983 của Steve Arrington's Hall of Fame "Weak at the Knees" do Arrington, Charles Carter, Waung Hankerson và Roger Parker đồng sáng tác. Đây là một bản dance-pop, EDM và folktronica mang nội dung đề cập đến việc tận hưởng cuộc sống thông qua việc vui vẻ trong những buổi tiệc.
Kesha trước đó đã hợp tác với Pitbull trong những bản phối lại cho những đĩa đơn của cô, bao gồm "Tik Tok" và "Crazy Kids", đồng thời nữ ca sĩ cũng từng góp giọng cho bài hát nằm trong album phòng thu thứ tư của anh Pitbull Starring in Rebelution (2009), "Girls". Sau khi phát hành, "Timber" nhận được những phản ứng trái chiều từ các nhà phê bình âm nhạc, trong đó họ đánh giá cao giai điệu bắt tai và quá trình sản xuất hiệu quả, nhưng cũng vấp phải một số chỉ trích xung quanh nội dung lời bài hát vô nghĩa tương tự như những tác phẩm trước đây của Pitbull. Tuy nhiên, nó đã tiếp nhận những thành công vượt trội về mặt thương mại, đứng đầu các bảng xếp hạng ở Áo, Canada, Đan Mạch, Phần Lan, Đức, Na Uy, Thụy Điển và Vương quốc Anh, đồng thời lọt vào top 10 ở hầu hết những quốc gia bài hát xuất hiện, bao gồm vươn đến top 5 ở những thị trường lớn như Úc, Ireland, Hà Lan, New Zealand, Tây Ban Nha và Thụy Sĩ. Tại Hoa Kỳ, nó đạt vị trí số một trên bảng xếp hạng Billboard Hot 100 trong ba tuần liên tiếp, trở thành đĩa đơn quán quân thứ hai của Pitbull và thứ ba của Kesha tại đây.
Video ca nhạc cho "Timber" được đạo diễn bởi David Rousseau, cộng tác viên quen thuộc xuyên suốt sự nghiệp của Pitbull, trong đó bao gồm những cảnh anh vui vẻ với một cô gái trên bãi biển và Kesha hát ở một nông trại và quán rượu bên cạnh nhiều cô gái đang tiệc tùng và nhảy múa tại đây. Nó đã nhận được một đề cử tại giải Video âm nhạc của MTV năm 2014 cho Hợp tác xuất sắc nhất. Để quảng bá bài hát, nam rapper đã trình diễn "Timber" trên nhiều chương trình truyền hình và lễ trao giải lớn, bao gồm Late Show with David Letterman, The X Factor US, giải thưởng Âm nhạc Mỹ năm 2013 (với Kesha) và giải thưởng âm nhạc iHeartRadio năm 2014, cũng như trong nhiều chuyến lưu diễn của anh. Kể từ khi phát hành, nó đã gặt hái nhiều giải thưởng và đề cử tại những lễ trao giải lớn, bao gồm những chiến thắng tại giải thưởng âm nhạc Billboard năm 2014 cho Top Bài hát Rap và giải thưởng âm nhạc iHeartRadio năm 2014 cho Hợp tác xuất sắc nhất. Tính đến nay, "Timber" đã bán được hơn 12 triệu bản trên toàn cầu, trở thành đĩa đơn bán chạy thứ sáu của năm 2014 và là một trong những đĩa đơn bán chạy nhất mọi thời đại.

## Danh sách bài hát
- Tải kĩ thuật số[1]

1. "Timber" (hợp tác với Kesha) – 3:24

- Đĩa CD[2]

1. "Timber" (hợp tác với Kesha) – 3:24
2. "Outta Nowhere" (hợp tác với Danny Mercer) – 3:26

## Xếp hạng
| Bảng xếp hạng (2013)                       | Vị trí cao nhất |
| ------------------------------------------ | --------------- |
| Úc (ARIA)                                  | 4               |
| Áo (Ö3 Austria Top 40)                     | 1               |
| Bỉ (Ultratop 50 Flanders)                  | 4               |
| Bỉ (Ultratop 50 Wallonia)                  | 6               |
| Brazil (Billboard Brasil Hot 100)          | 29              |
| Brazil (Billboard Brasil Hot Pop Songs)    | 6               |
| Canada (Canadian Hot 100)                  | 1               |
| Cộng hòa Séc (Rádio Top 100)               | 2               |
| Cộng hòa Séc (Singles Digitál Top 100)     | 4               |
| Đan Mạch (Tracklisten)                     | 1               |
| Châu Âu Nhạc số(Billboard)                 | 2               |
| Phần Lan (Suomen virallinen lista)         | 1               |
| Pháp (SNEP)                                | 8               |
| Đức (Official German Charts)               | 5               |
| Hungary (Rádiós Top 40)                    | 1               |
| Hungary (Single Top 40)                    | 6               |
| Hungary (Dance Top 40)                     | 4               |
| Ireland (IRMA)                             | 2               |
| Israel (Media Forest)                      | 1               |
| Ý (FIMI)                                   | 7               |
| Nhật Bản (Japan Hot 100)                   | 16              |
| Hà Lan (Dutch Top 40)                      | 1               |
| Hà Lan (Single Top 100)                    | 3               |
| New Zealand (Recorded Music NZ)            | 3               |
| Na Uy (VG-lista)                           | 1               |
| Ba Lan (Polish Airplay Top 100)            | 3               |
| Scotland (OCC)                             | 1               |
| Slovakia (Rádio Top 100)                   | 2               |
| Slovakia (Singles Digitál Top 100)         | 2               |
| Slovenia (SloTop50)                        | 1               |
| Nam Phi (EMA)                              | 1               |
| Hàn Quốc (Gaon International Singles)      | 2               |
| Tây Ban Nha (PROMUSICAE)                   | 5               |
| Thụy Điển (Sverigetopplistan)              | 1               |
| Thụy Sĩ (Schweizer Hitparade)              | 3               |
| Anh Quốc (OCC)                             | 1               |
| Hoa Kỳ Billboard Hot 100                   | 1               |
| Hoa Kỳ Adult Pop Airplay (Billboard)       | 11              |
| Hoa Kỳ Dance Club Songs (Billboard)        | 1               |
| Hoa Kỳ Dance/Mix Show Airplay (Billboard)  | 5               |
| Hoa Kỳ Hot Rap Songs (Billboard)           | 1               |
| Hoa Kỳ Latin Pop Songs (Billboard)         | 9               |
| Hoa Kỳ Pop Airplay (Billboard)             | 1               |
| Hoa Kỳ Rhythmic (Billboard)                | 3               |
| Venezuela Pop Rock General (Record Report) | 1               |

| Bảng xếp hạng (2013)                       | Vị trí |
| ------------------------------------------ | ------ |
| Australia (ARIA)                           | 31     |
| Australia Dance (ARIA)                     | 6      |
| Austria (Ö3 Austria Top 40)                | 47     |
| Belgium (Ultratop 50 Flanders)             | 72     |
| Germany (Official German Charts)           | 40     |
| Netherlands (Dutch Top 40)                 | 61     |
| Netherlands (Single Top 100)               | 43     |
| New Zealand (Recorded Music NZ)            | 43     |
| Sweden (Sverigetopplistan)                 | 33     |
| Bảng xếp hạng (2014)                       | Vị trí |
| Australia (ARIA)                           | 61     |
| Australia Dance (ARIA)                     | 12     |
| Austria (Ö3 Austria Top 40)                | 22     |
| Belgium (Ultratop 50 Flanders)             | 47     |
| Belgium (Ultratop 50 Wallonia)             | 1      |
| Canada (Canadian Hot 100)                  | 4      |
| Denmark (Tracklisten)                      | 17     |
| France (SNEP)                              | 52     |
| Germany (Official German Charts)           | 19     |
| Hungary (Rádiós Top 40)                    | 34     |
| Hungary (Single Top 10)                    | 11     |
| Hungary (Dance Top 40)                     | 16     |
| Ireland (IRMA)                             | 7      |
| Israel (Media Forest)                      | 16     |
| Italy (FIMI)                               | 12     |
| Netherlands (Dutch Top 40)                 | 18     |
| Netherlands (Single Top 100)               | 45     |
| New Zealand (Recorded Music NZ)            | 23     |
| Slovenia (SloTop50)                        | 8      |
| South Korea (Gaon International Singles)   | 57     |
| Spain (PROMUSICAE)                         | 19     |
| Sweden (Sverigetopplistan)                 | 12     |
| Switzerland (Schweizer Hitparade)          | 25     |
| UK Singles (Official Charts Company)       | 9      |
| US Billboard Hot 100                       | 11     |
| US Adult Top 40 (Billboard)                | 36     |
| US Hot Dance Club Songs (Billboard)        | 18     |
| US Hot Dance/Mix Show Airplay (Billboard)  | 23     |
| US Hot Rap Songs (Billboard)               | 2      |
| US Latin Pop Songs (Billboard)             | 40     |
| US Pop Songs (Billboard)                   | 12     |
| US Rhythmic (Billboard)                    | 25     |
| Venezuela Pop Rock General (Record Report) | 3      |
| Worldwide (IPFI)                           | 6      |
| Bảng xếp hạng (2015)                       | Vị trí |
| South Korea (Gaon International Singles)   | 79     |

| Bảng xếp hạng                        | Vị trí |
| ------------------------------------ | ------ |
| UK Singles (Official Charts Company) | 237    |

## Chứng nhận
| Quốc gia | Chứng nhận    | Số đơn vị/doanh số chứng nhận |
| --- | ------------- | ----------------------------- |
| Úc (ARIA) | 5× Bạch kim   | 350.000^                      |
| Áo (IFPI Áo) | Bạch kim      | 30.000*                       |
| Bỉ (BEA) | Vàng          | 15.000*                       |
| Canada (Music Canada) | 7× Bạch kim   | 70.000^                       |
| Đan Mạch (IFPI Đan Mạch) | Vàng          | 30.000^                       |
| Pháp (SNEP) | Vàng          | 0‡                            |
| Đức (BVMI) | 3× Vàng       | 750.000^                      |
| Ý (FIMI) | 3× Bạch kim   | 90.000‡                       |
| Nhật Bản (RIAJ) | Vàng          | 100.000^                      |
| México (AMPROFON) | Bạch kim+Vàng | 90.000*                       |
| New Zealand (RMNZ) | 2× Bạch kim   | 30.000*                       |
| Na Uy (IFPI) | 15× Bạch kim  | 150.000*                      |
| Hàn Quốc (Gaon Chart) | —             | 354,223                       |
| Thụy Điển (GLF) | Bạch kim      | 20.000‡                       |
| Thụy Sĩ (IFPI) | Bạch kim      | 30.000^                       |
| Anh Quốc (BPI) | 2× Bạch kim   | 1.200.000‡                    |
| Hoa Kỳ (RIAA) | 6× Bạch kim   | 6.000.000‡                    |
| Venezuela (APFV) | Vàng          | 5.000^                        |
| Streaming |               |                               |
| Đan Mạch (IFPI Đan Mạch) | 4× Bạch kim   | 10.400.000^                   |
| Tây Ban Nha (PROMUSICAE) | 2× Bạch kim   | 16.000.000*                   |
| * Chứng nhận dựa theo doanh số tiêu thụ. ^ Chứng nhận dựa theo doanh số nhập hàng. ‡ Chứng nhận dựa theo doanh số tiêu thụ và phát trực tuyến. |               |                               |

## Lịch sử phát hành
| Quốc gia       | Ngày                 | Định dạng              | Hãng đĩa                           |
| -------------- | -------------------- | ---------------------- | ---------------------------------- |
| Hoa Kỳ         | 7 tháng 10 năm 2013  | Tải kĩ thuật số        | Polo Grounds, RCA Records, Mr. 305 |
| Hoa Kỳ         | 15 tháng 10 năm 2013 | Contemporary hit radio | Polo Grounds, RCA Records, Mr. 305 |
| Ý              | 7 tháng 10 năm 2013  | Tải kĩ thuật số        | Polo Grounds, RCA Records, Mr. 305 |
| Ý              | 11 tháng 10 năm 2013 | Contemporary hit radio | Polo Grounds, RCA Records, Mr. 305 |
| Đức            | 7 tháng 10 năm 2013  | Tải kĩ thuật số        | Polo Grounds, RCA Records, Mr. 305 |
| Tây Ban Nha    | 7 tháng 10 năm 2013  | Tải kĩ thuật số        | Polo Grounds, RCA Records, Mr. 305 |
| Canada         | 7 tháng 10 năm 2013  | Tải kĩ thuật số        | Polo Grounds, RCA Records, Mr. 305 |
| Pháp           | 7 tháng 10 năm 2013  | Tải kĩ thuật số        | Polo Grounds, RCA Records, Mr. 305 |
| Ý              | 7 tháng 10 năm 2013  | Tải kĩ thuật số        | Polo Grounds, RCA Records, Mr. 305 |
| Đức            | 15 tháng 11 năm 2013 | CD                     | Polo Grounds, RCA Records, Mr. 305 |
| Vương quốc Anh | 29 tháng 12 năm 2013 | Tải kĩ thuật số        | Polo Grounds, RCA Records, Mr. 305 |